# Фриборн (тауншип, Миннесота)
Фриборн (англ. Freeborn) — тауншип в округе Фриборн, Миннесота, США. На 2000 год его население составило 327 человек.

## География
По данным Бюро переписи населения США площадь тауншипа составляет 93,5 км², из которых 92,3 км² занимает суша, а 1,2 км² — вода (1,27 %).

## Демография
По данным переписи населения 2000 года здесь находились 327 человек, 121 домохозяйств и 98 семей. Плотность населения — 3,5 чел./км². На территории тауншипа расположено 127 построек со средней плотностью 1,4 построек на один квадратный километр. Расовый состав населения: 99,08 % белых, 0,31 % азиатов, 0,31 % — других рас США и 0,31 % приходится на две или более других рас. Испанцы или латиноамериканцы любой расы составляли 0,31 % от популяции тауншипа.
Из 121 домохозяйств в 38,8 % воспитывались дети до 18 лет, в 68,6 % проживали супружеские пары, в 5,8 % проживали незамужние женщины и в 19,0 % домохозяйств проживали несемейные люди. 17,4 % домохозяйств состояли из одного человека, при том 6,6 % из — одиноких пожилых людей старше 65 лет. Средний размер домохозяйства — 2,70, а семьи — 3,03 человека.
28,1 % населения младше 18 лет, 6,4 % в возрасте от 18 до 24 лет, 28,1 % от 25 до 44, 21,4 % от 45 до 64 и 15,9 % старше 65 лет. Средний возраст — 38 лет. На каждые 100 женщин приходилось 111,0 мужчин. На каждые 100 женщин старше 18 приходилось 115,6 мужчин.
Средний годовой доход домохозяйства составлял 40 179 долларов, а средний годовой доход семьи — 40 938 долларов. Средний доход мужчин — 32 813 долларов, в то время как у женщин — 26 250. Доход на душу населения составил 17 882 долларов. За чертой бедности находились 4,4 % семей и 3,9 % всего населения тауншипа, из которых 4,1 % младше 18 и 3,8 % старше 65 лет.